# Henning Berg
Henning Berg (Eidsvoll, 1 de Setembro de 1969) é um treinador e ex-jogador de futebol norueguês que atuava como defesa central.
Jogou por vários anos na Premier League ao serviço de Blackburn Rovers e Manchester United. 

## Carreira
Berg integrou o elenco da Seleção Norueguesa de Futebol, na Copa do Mundo de 1994, 1998 e Euro 2000.

## Títulos
Blackburn Rovers
- Premier League: 1994–95
- Copa da Liga Inglesa: 2001–02

Manchester United
- Supercopa da Inglaterra: 1997
- Premier League: 1998–99 e 1999–00
- Copa da Inglaterra: 1998–99
- Liga dos Campeões da UEFA: 1998–99
- Copa Intercontinental: 1999